# Златни дечко (ТВ серија)
Златни дечко је српска мини-серија од пет епизода снимана током 2020/21. године у режији Огњена Јанковића и по сценарију Алексе и Вука Ршумовића и самог редитеља.
Претпремијера серије је одржана на Сарајево филм фестивалу 2021 године. Премијерно је приказивао Суперстар током септембра 2022. године.

## Радња
Денис Марковић је талентовани фудбалер који веома млад доспева у сам врх светског фудбала, али због проблема са карактером не успева да опстане на том нивоу.
Након повратка у Београд, његов менаџер Чаки покушава да му пронађе нови клуб, али због његове репутације не успева у томе.
Денис полако заборавља на фудбал и концентрише се на изласке.
Чаки упада у проблеме због коцкања и приморан је да пребије свој дуг зеленашима Сонију и Џонију менаџерским правима на Дениса.
Сони и Џони затичу Дениса у очајном физичком и психичком стању.
Покушавају да га доведу у ред, али Денис одбија било какву сарадњу.
У тренутку кад Сони и Џони размишљају да одустану, из затвора излази њихов другар Маки, који је познат по свом незгодном карактеру.
Маки постаје Денисов чувар и стални пратилац.
Њих двојица од старта улазе у отворену борбу, али мало по мало, Маки успева да допре до Дениса својим нетрадиционалним методама.
Денис се враћа у форму и добија шансу у српском прволигашу.
Након спектакуларне партије у дресу новог клуба поново долази у центар медијске пажње.
Нови проблем се јавља кад запада за око искаљеном менаџеру Омеру, који не преза ни од чега да дође до онога што жели.

## Главне улоге
| Глумац             | Улога          |
| ------------------ | -------------- |
| Денис Мурић        | Денис Марковић |
| Игор Бенчина       | Маки           |
| Петар Стругар      | Сони           |
| Андрија Кузмановић | Чаки           |
| Љубомир Булајић    | Џони           |
| Алиса Радаковић    | Дијана         |
| Јована Гавриловић  | Сара           |
| Страхиња Блажић    | Тони           |
| Тихомир Станић     | Омер           |
| Владимир Ковачевић | Влада          |
| Петар Мауковић     | Џери           |
| Игор Боројевић     | Крсто          |

## Споредне улоге
| Глумац              | Улога                  |
| ------------------- | ---------------------- |
| Ненад Савић         | човек 2/коцкар         |
| Никола Марковић     | вођа радова            |
| Иван Томић          | Димитрис               |
| Марко Баштинац      | дечак Немања           |
| Стефан Старчевић    | Митић                  |
| Феђа Димовић        | адвокат                |
| Милорад Ђукановић   | командир               |
| Борко Брајовић      | стражар                |
| Зоран Карајић       | матори                 |
| Драган Ђорђевић     | тренер клинаца         |
| Љубица Шћепановић   | старија госпођа        |
| Јасмина Вечански    | Омерова жена           |
| Лола Радаковић      | Дијанина другарица     |
| Александар Протић   | инспектор              |
| Илија Стојимировић  | старији човек          |
| Сара Биочанин       | девојка у стану        |
| Јово Максић         | агент                  |
| Раде Марковић       | начелник легализације  |
| Светлана Милошевић  | рецепционерка          |
| Владимир Милошевић  | просјак                |
| Вера Вуксановић     | Марија                 |
| Предраг Милетић     | директор домаћег клуба |
| Игор Филиповић      | Симић                  |
| Андрија Никчевић    | фенси фудбалер         |
| Магдалена Мијатовић | Дијанина другарица     |
| Стефан Живковић     | момак у стану          |
| Пол Мареј           | директор страног клуба |
| Стефан Симовић      | старији тип            |
| Марко Мак Пантелић  | Скаут                  |
| Милорад Капор       | министар               |
| Гордана Скопов      | Цеца                   |
| Никола Павловић     | затвореник             |
| Анђела Вукдраговић  | конобарица             |
| Јелица Ковачевић    |                        |